# Val-de-Moder
Val-de-Moder – gmina we Francji, w regionie Grand Est, w departamencie Dolny Ren. W 2013 roku liczba ludności wynosiła 5102 mieszkańców. 
Gmina została utworzona 1 stycznia 2016 roku z połączenia trzech ówczesnych gmin: Pfaffenhoffen, Uberach oraz La Walck. Siedzibą gminy została miejscowość Pfaffenhoffen. Dnia 1 stycznia 2019 roku nastąpiły kolejne zmiany administracyjne. Do Val-de-Moder włączono ówczesną gminę Ringeldorf. Siedzibą gminy pozostała miejscowość Pfaffenhoffen. 